# 毛乌素沙漠
39°38′N 109°00′E / 39.633°N 109.000°E
毛烏素沙漠，亦称毛乌素沙地，为鄂尔多斯高原或鄂尔多斯沙漠的一部分，位于中国陕西省榆林市和内蒙古自治区鄂尔多斯市之间，面积约4.22万平方公里，以新月型沙丘和沙丘链为主。
古代为水草丰美之地，后退化为沙地。明長城從東到西穿過毛乌素沙漠南緣，有黄河支流无定河、窟野河等河流穿过。境內有大小湖泊170余个，多为含苏打或氯化物的咸水湖。
毛烏素地名起源自陕北靖边县海则滩乡毛乌素村，“毛乌素”一词来自蒙古语，意为“不好的水”。中国称“毛乌素沙漠”为“毛乌素沙地”，因其不是沙漠而是沙地，与浑善达克沙地、科尔沁沙地、呼伦贝尔沙地构成中国四大沙地。

## 历史
毛乌素沙漠在历史上是水草丰美之地。4000年前，毛乌素沙漠地貌缓和、河流交汇、水草丰美。陕西省神木县新石器时代遗址“石峁遗址”是中国已知规模最大的史前龙山时期至夏的遗址，占地面积超过400万平方米，石峁遗址的核心区皇城台出土了大量的绵羊羊骨，约几十万头左右。石峁古城及其周边部落不仅种植粮食，还放牧着大量羊群。
秦汉时期，毛乌素成为气候温暖湿润的绿洲。汉顺帝永建四年（129年），汉朝尚书令虞诩在《议复三郡疏》载毛乌素“沃野千里，谷稼殷积……水草丰美，土宜产牧，牛马衔尾，群羊塞道”。2003年4月，陕西省榆林市定边县郝滩镇发现汉代墓葬十余座，其中一座土洞墓穴的玄室内壁有大面积彩绘壁画。壁画上绘邸宅四合院、禾堆、浇田、蔬菜农作物、水塘、鸭子、耕地、狩猎等生活场景图。榆林市榆阳区麻黄梁、神木锦界、横山党岔及米脂、绥德等地出土的大量东汉画像石所刻绘的农耕农作图、放牧图、狩猎图等。
秦汉之后，毛乌素沙漠生态逐渐恶化。北魏太和十八年（494年），地理学家郦道元到夏州考察，《水经注》记载此地出现“赤沙阜”“沙陵”。
唐朝之后，毛乌素生态更加恶化。唐长庆二年（822年），当地出现“飞沙为堆，高及城堞”。
北宋時期為西夏對抗宋朝軍隊入侵的屏障，其境內綠洲「地斤澤」為西夏開國太祖李繼遷的「龍興之地」。宋夏達百年战爭造成水土流失，地面植被丧失殆尽，加上該地區的浅层地表，都是由沙砾物质组成，因而逐漸形成后来的沙漠（沙地）。
明朝万历年间（1573—1620年），榆林城外之山已是“四望黄沙，不产五谷”，双山堡（在今榆阳区麻黄梁镇）至宁夏花马池（今盐池县城）“榆林卫中、西路多黄沙环拥”。
清朝雍正年间（1723—1733年），榆林城“风卷沙土与城平，人往往骑马自沙土上入城，城门无用之物”。

## 治沙

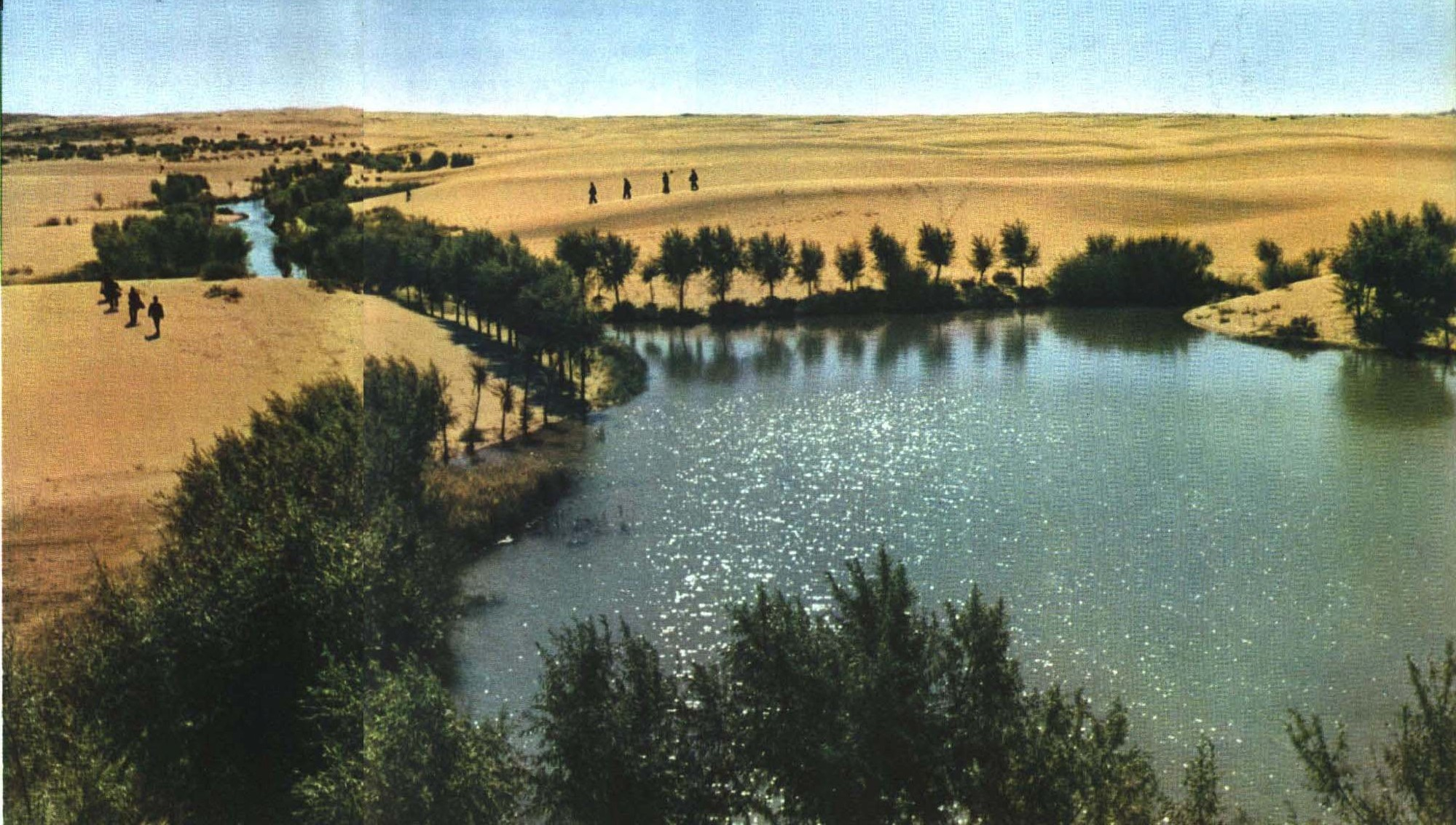
1964年 治理十年后的陕西毛乌素沙漠

1950年4月，陕西省政府制定了“东自府谷大昌汉，西到定边盐场堡，营造陕北防沙林带”的规划。
1981年，榆林当地政府又制定政策，提出可将“五荒地”（即荒山、荒沙、荒滩、荒坡、荒沟）划拨给社员，允许长期使用，所植林木归个人所有。1985年，榆林再次放开政策，允许承包国营和集体的荒沙、荒坡地。
毛烏素沙漠的泉主要分布在東緣的窟野河、禿尾河及無定河支流榆溪河的上游，呈北東向帶狀分布。泉匯集形成了黃河的一級支流窟野河、禿尾河及黃河中游主要補給河流無定河的支流榆溪河。與1994年比較，2015年榆神府區泉的總流量大幅度衰減，主要分布於採空區附近區域，泉的變化與高強度採煤有著直接關係。
通過疊加分析區域自然條件及人類活動特徵，中國政府在毛烏素沙區進行三級區劃，共3區、7亞區和12小區。三區即黄土高原與鄂爾多斯高原過渡區、毛烏素沙地腹地典型草原區、西鄂爾多斯荒漠草原區。
2003年，榆靖高速通车，是中国首条沙漠高速公路。
2019年5月，中國華能集團負責的「东坑伊当湾100兆瓦光伏电站项目」在榆林市靖边县东坑镇伊当湾村附近動工，推平了3280畝林草地，12月《财经》杂志報道事件引起社會關注，中國華能次日承諾調查事件，如發現事件涉及違規，會停止建設並恢復破壞的植被。之後的調查發現工程確實存在違規情況。
经过70年左右的治理，陕西境内的毛乌素沙漠正在变成绿洲。2020年4月22日，陕西省林业局表示，榆林沙化土地治理率已达93.24%，毛乌素沙漠即将从陕西版图“消失”。之后面对沙漠是否完全消失的争议，后续报道补充了只是控制住沙漠的发展，使地表沙土被植物根系固定，将沙漠恢复数千年前植物覆盖并能自我生态循环的环境仍需要继续治理。